# Bartwürmer
Die Bartwürmer oder Bartträger (Siboglinidae) sind eine Familie röhrenbauender Ringelwürmer (Annelida), die ihren Lebensraum auf dem Meeresboden fast aller Weltmeere vor allem in 1.000 bis 10.000 Meter Tiefe haben. Je nach Art werden sie zwischen 0,5 und 300 Zentimeter groß. Der größte Bartwurm ist die im Bereich von unterseeischen heißen Quellen (Black Smoker) lebende Riftia pachyptila. Auf Grund ihrer anatomischen Besonderheiten – die Tiere besitzen beispielsweise keinen Darm – galten sie lange Zeit als eigener Tierstamm Pogonophora (Pogonophoren).
Bartwürmer können in großen Massen auftreten. So wurde der Bartwurm Siboglinum veleronis vor der kalifornischen Küste in einer Anhäufung von bis zu 200 Exemplare pro Quadratmeter vorgefunden. Die Ernährung aller Bartwürmer erfolgt über symbiotische Bakterien, die Schwefelverbindungen in organische Nahrungsstoffe umwandeln.
Der klassische wissenschaftliche Name (Pogonophora) leitet sich von dem griechischen πώγων pṓgōn, „Bart“ und φέρω phérō, „ich trage“ her, bedeutet also wörtlich übersetzt „Bartträger“. Der wissenschaftliche Name der Familie (Siboglinidae) erinnert an die erste Entdeckung einer Bartwurm-Art auf der Siboga-Expedition (1899–1900) in indonesischen Gewässern.

## Merkmale
Bartwürmer sind im Normalfall sehr dünn mit Durchmessern zwischen 0,1 und drei Millimetern bei einer Körperlänge von fünf bis 75 Millimetern. Riftia pachyptila erreicht als größte Art bei einer Länge von maximal 3 Metern einen Körperdurchmesser von vier Zentimetern. Alle Arten leben in Röhren, die nur einen geringfügig größeren Durchmesser haben als die Tiere selbst, allerdings die bis zu dreifache Länge erreichen können. Außen sind die Röhren oft mit gelb-bräunlich pigmentierten Ringen bedeckt.
Bartwürmer haben einen dreigliedrigen Körperaufbau: An ein kurzes Vorderstück, das sich seinerseits in eine Vorder- (Prosoma oder Prostomium) und eine Hinterregion (Mesosoma oder Peristomium) teilt, schließt sich ein langer, ungegliederter Rumpf (Metasoma) an, der von einem kurzen Hinterstück (Opisthosoma) abgeschlossen wird.
Das Vorderende ist bei den beiden Teilgruppen innerhalb der Bartwürmer stark unterschiedlich ausgeprägt:
- Bei den Perviata gehen von dem Prosoma zwischen einem und 200 rückseitig entspringende Tentakel aus, das Mesosoma ist oft durch eine schräg verlaufende Leiste (Frenulum) ornamentiert.
- Bei den Obturata entspringen dem Prosoma bis zu 200.000 Fühlfäden, die manchmal miteinander zu Bändern verwachsen sein können und in einer als Obturaculum bezeichneten Struktur ihren vorderseitigen Abschluss finden. Das Mesosoma bildet große flügelartige Falten aus, die rückseitig eine äußere Röhre bilden, die man als Vestimentum bezeichnet.

Bei beiden Gruppen können die Tentakel gefiedert, also mit zahlreichen feinen Wimpern und seitlichen Auswüchsen (Mikrovilli) besetzt sein. Sie dienen in erster Linie dem Gasaustausch, insbesondere der Aufnahme von Sauerstoff und schwefelhaltigen Verbindungen.
Das Mesosoma scheidet meist das Baumaterial der Wohnröhren der Bartwürmer ab, es geht in einer als Kragen bezeichneten Struktur in den Rumpf über. Dieser ist bei den Perviata mit zahlreichen Ausstülpungen (Papillen), Annuli mit Haken und Cilienbändern übersät, bei den Obturata jedoch gleichmäßig aufgebaut. Eine innere Segmentierung konnte bei keiner der beiden Gruppen nachgewiesen werden.
Das Opisthosoma bildet den Körperabschluss und besteht aus zwischen 5 und 82 schmalen Segmenten. Es ist im Vergleich zum Rest des Körpers verdickt und mit Borsten übersät und dient der Verankerung der Tiere im Boden oder ihrer Wohnröhre, in die sie sich auf diese Weise schnell zurückziehen können.

### Außenhaut und Röhrenaufbau

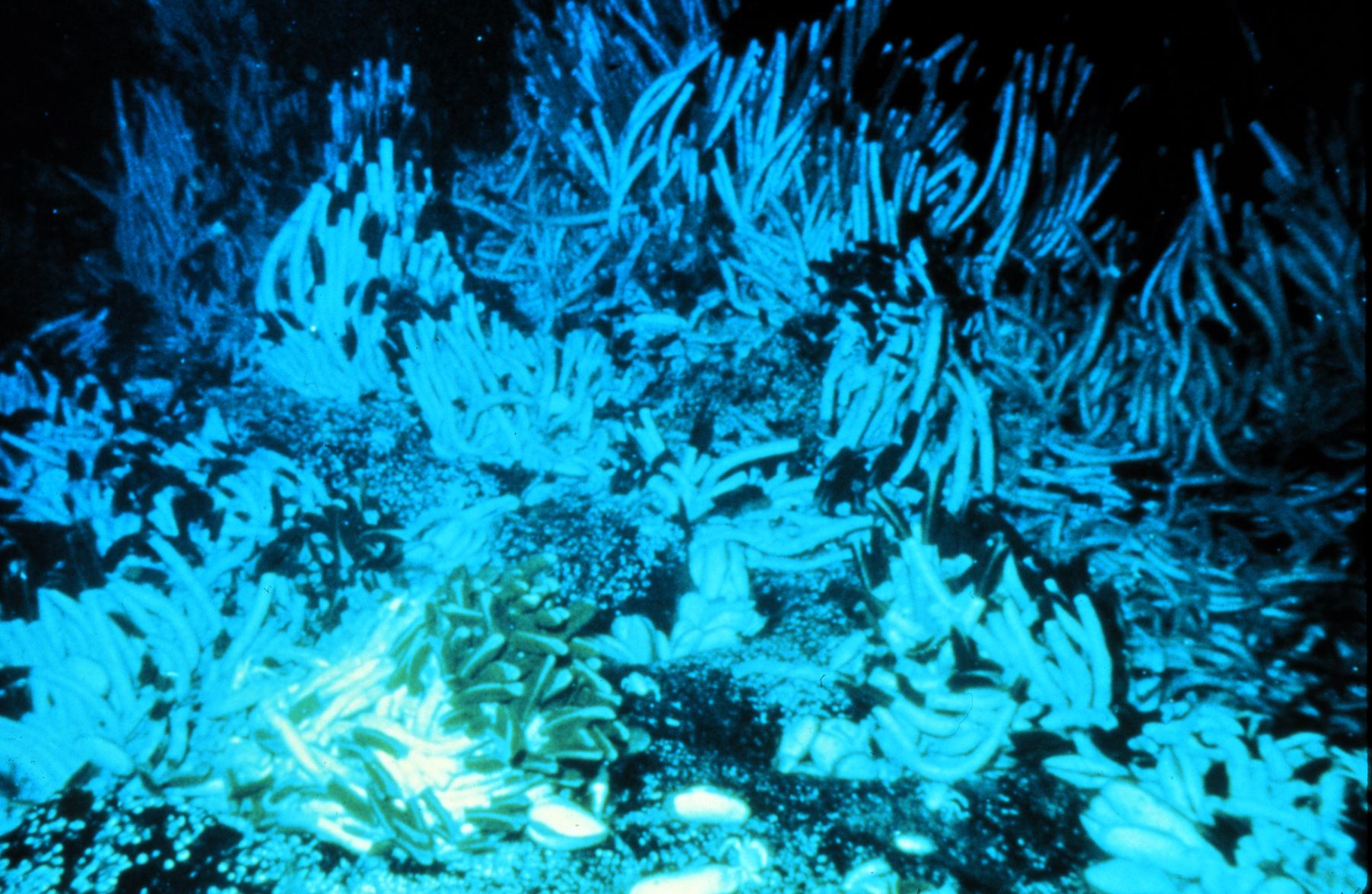
Riftia-Kolonie am Fuß einer hydrothermalen Quelle

Das Material für die Röhren der Bartwürmer wird von Drüsenzellen in der Epidermis der Bartwürmer gebildet und abgesondert. Dabei handelt es sich um β-Chitin und verhärtete Proteine, wobei die Röhren älterer Tiere mit Verdickungen und anderen Strukturen versehen sind. Bei den Perviata sind die Röhren zum größten Teil im Sediment oder in anderen Substraten eingebettet und ragen meistens nur wenig heraus, bei Siboglinum poseidoni sind sie sogar vollständig eingegraben. Die Röhren wachsen bei ihnen, indem an beiden Enden neues Material angelagert wird. Zur Stoffaufnahme ist die Röhre durchlässig, sie lässt also gelöste Gase, Salze und Aminosäuren hindurch. Die Röhren der Obturata sind dagegen auf Hartsubstrate – darunter auch Holzbruchstücke, Schutt sowie leere Weichtierschalen – gebaut und lassen keine Stoffe von außen durch, der Stoffaustausch erfolgt also nur über die freiliegenden Teile des Körpers.
Der Körper selbst ist von einer äußeren Umhüllung umgeben, der Cuticula. Diese besteht aus mehreren Schichten von Kollagenfasern und variiert in ihrer Dicke abhängig von der Körperregion. So ist sie besonders dünn im Bereich der Tentakel sowie in Rumpfbereichen, die für den Stoffaustausch wichtig sind. Die darunterliegende Epidermis ist vor allem aus Stützzellen aufgebaut, in die Zellen zur Stoffaufnahme (Absorptionszellen) und zahlreiche Drüsenzellen eingebettet sind. Wie alle anderen Ringelwürmer besitzen die Tiere auch Borsten aus Chitin, die bis auf die stiftartigen Borsten des Hinterleibs hakenförmig aufgebaut sind. Sie dienen der Verankerung in den Röhren.
Innerhalb der Epidermis befinden sich zunächst einzelne dünne Ringmuskeln, an die sich eine dickere Längsmuskelschicht anschließt.

### Trophosom
Die Tiere besitzen als ausgewachsene Würmer weder einen Mund noch einen durchgehenden Darm oder einen After. Sie ernähren sich durch ein aus dem Darm entwickeltes Organ, das Trophosom, das bereits in einem frühen Larvenstadium als spezielles Gewebe angelegt wird. Bei den Obturata handelt es sich um ein sehr umfangreiches und in viele Lappen zerteiltes Gewebe, welches gemeinsam mit den Keimdrüsen (Gonaden) den gesamten Rumpf füllt. Bei den Perviata ist es dagegen zylindrisch und liegt im hinteren Teil des Rumpfes. Das Trophosom enthält Bakterien, die für die Ernährung der Tiere essentiell sind.

### Leibeshöhle und Blutkreislauf

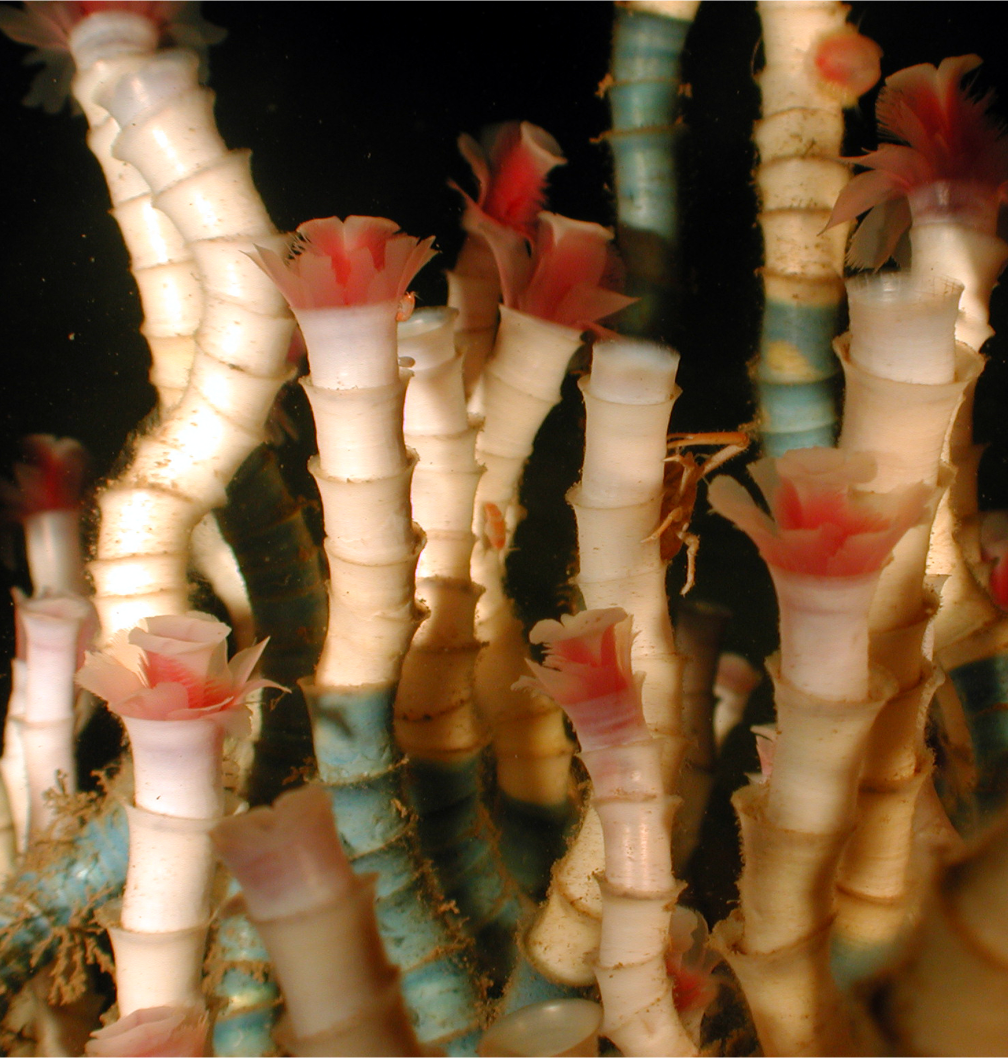
Lamellibrachia luymesi im Golf von Mexiko

Bartwürmer besitzen eine echte Leibeshöhle, ein Coelom, das sich bis in alle Körperregionen hinein erstreckt. Es wird in Längsrichtung durch dünne Scheidewände, die Mesenterien, zweigeteilt und ist im Opisthosoma durch quer verlaufende (transversale) Trennwände (Septa) segmentiert. Das Coelom ist mit einer Flüssigkeit gefüllt, die manchmal das Atmungspigment Hämoglobin enthält.
Das Blutgefäßsystem ist wie bei allen Ringelwürmern geschlossen ausgebildet. Es besteht aus rückenseitigen (dorsalen) und bauchseitigen (ventralen) Hauptgefäßen, die den gesamten Körper durchziehen; in jedem Tentakel verlaufen zwei Blutgefäße, die sauerstoffarmes Blut hinein- und sauerstoffreiches Blut herausbefördern. Als Antriebsorgan dient eine muskulöse Verdickung im Kopflappen oder im Vestimentum, die gelegentlich als Herz bezeichnet wird. Das Blut enthält eine hohe Konzentration an freiem Hämoglobin zur Bindung von Sauerstoff und Schwefelwasserstoff.

### Ausscheidungs- und Fortpflanzungsorgane
Über die Ausscheidung (Exkretion) der Bartwürmer ist bislang nur sehr wenig bekannt, sie besitzen im Pro- oder Mesosoma paarige Nephridien, deren genaue Natur als Meta- oder Protonephridien aber noch ungeklärt ist. Mit Ausnahme von Siboglinum poseidoni sind alle bekannten Bartwürmer getrenntgeschlechtlich. Ihre paarig angelegten zylinderförmigen Keimdrüsen (Gonaden) liegen im Rumpf und münden rückseitig am Vorderende des Tieres nach außen, entweder auf dem Mesosoma oder im oberen Bereich des Rumpfs.

### Nervensystem und Sinnesorgane
Ein wichtiges Kennzeichen für die Verwandtschaft mit den Ringelwürmern ist der als Bauchmark ventral liegende Hauptnervenstrang der Tiere. Das Gehirn liegt dabei dicht unterhalb der Tentakel, weitere Ganglien finden sich nur bei den Perviata im Opisthosoma. Vom Gehirn ziehen weitere Nervenstränge in die Tentakel und (bei den Obturata) in das Opturaculum; in ersteren übernehmen sie vermutlich eine Funktion als taktile Rezeptoren, das heißt, sie ermöglichen es dem Wurm, auf Berührungen zu reagieren. Unterhalb der Epidermis ist im gesamten Körper ein Nervennetz eingebettet. Bis auf wenige einzellige, photorezeptorähnliche Zellen im Kopflappen von Siboglinum fiordicum und Oligobrachia gracialis sowie Rezeptoren mit unbekannter Funktion im Opisthosoma verschiedener Arten sind keine Sinnesorgane bekannt.

## Verbreitung und Lebensraum
Ein Großteil der bekannten 150 Arten lebt im westlichen Pazifik, der allerdings auch bisher am besten untersucht ist. Auch in den tiefen ozeanischen Gräben, aber auch bei an der Nordostküste Amerikas, etwa von Neuschottland bis Florida, im Golf von Mexiko, in der Karibik, vor Brasilien, bei Grönland und im nordöstlichen Atlantik zwischen Norwegen und der Biscaya, im Indischen Ozean und bei Neuseeland sind einige Arten zu Hause.
Bartwürmer wurden bislang in Tiefen von 25 bis über 10.000 Metern nachgewiesen, vor allem jedoch an den Kontinentalabhängen und in der Tiefsee. Ihr Lebensraum korreliert eng mit den Kaltwasserzonen der Erde; so werden in der Arktis und nahe der Antarktis insbesondere Flachgewässer besiedelt, in den mittleren Breiten dagegen eher die Tiefseegebiete. Besonders die Riesenröhrenwürmer (Riftia pachyptila) stellen charakteristische Lebewesen im Ökosystem von unterseeischen hydrothermalen Quellen, den sogenannten Black Smokers, dar.

## Lebensweise

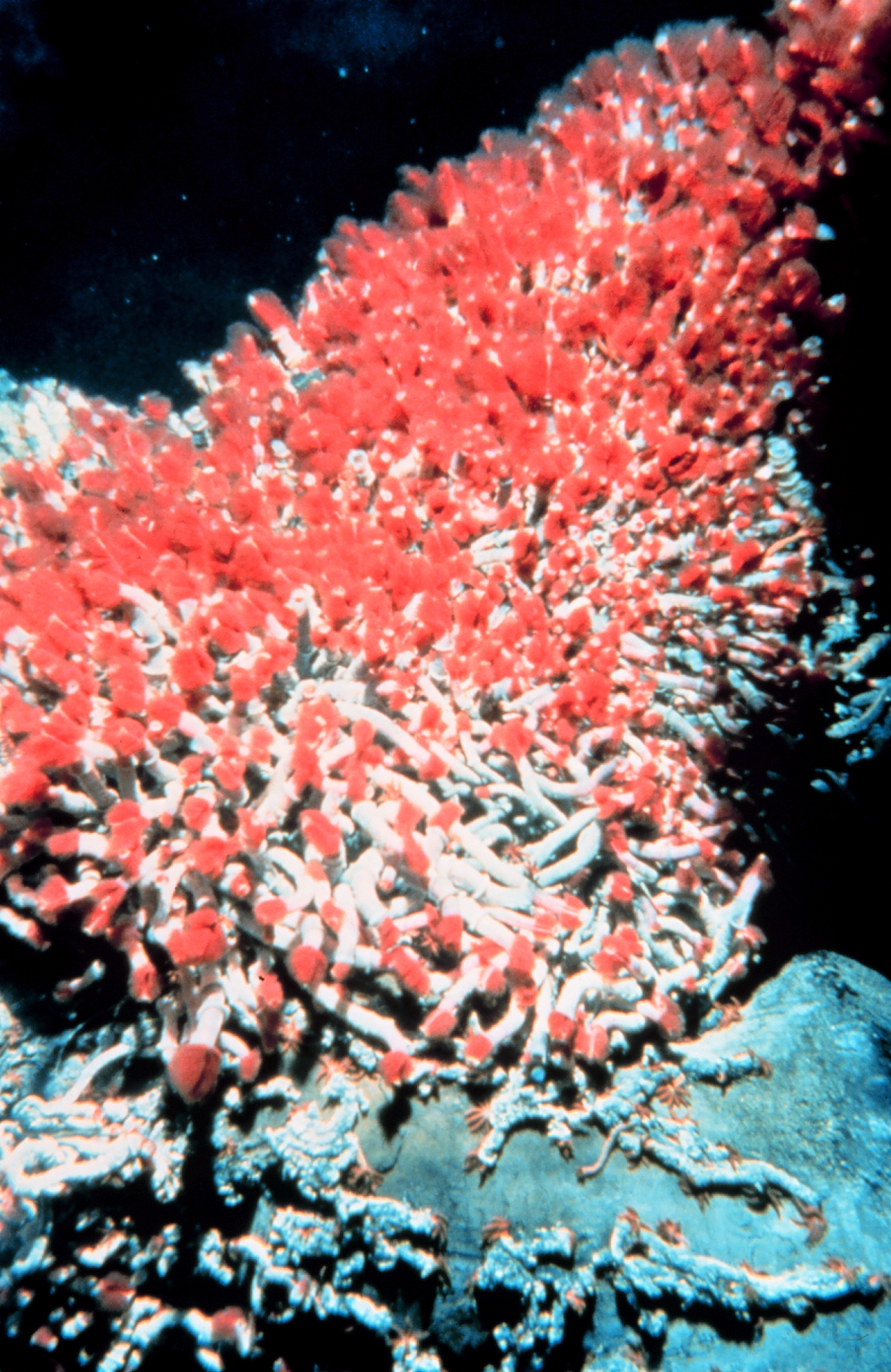
Riftia-Kolonie, deutlich erkennbar die gut durchbluteten roten Tentakelkronen

Da die Bartwürmer Tiefseebewohner sind, ist über ihre Lebensweise nur sehr wenig bekannt. Sie bewegen sich als festsitzende (sessile) Organismen nur innerhalb ihrer Röhren, können diese also mehr oder weniger weit verlassen, ohne jedoch aus ihnen herauszukriechen. Mehrere Reihen von Haftpapillen und Wimperreihen erleichtern ihnen dabei die Bewegung, muskulöse Ringwülste ermöglichen das Feststemmen innerhalb der Röhre.

### Ernährung
Anders als andere sessile Organismen der Meere ernähren sich die Bartwürmer kaum von Schwebstoffen oder Organismen im umgebenden Wasser, auch wenn sie zur Aufnahme gelöster organischer Stoffe wie etwa von Kohlenhydraten oder Aminosäuren befähigt sind. Ihre Ernährung ist fast vollständig auf die Symbiose mit chemoautotrophen Bakterien abgestimmt. Diese leben im Trophosom der Bartwürmer und oxidieren aufgenommene anorganische Schwefelverbindungen. Die dadurch gewonnene Energie nutzen sie zur Reduktion von Kohlenstoff, also zum Aufbau organischen Materials und zur Synthese energiereicher Substanzen wie Adenosintriphosphat (ATP). Diese Nährstoffe und die Bakterien selbst dienen dem Wurm als Energiequelle.
Über ein sehr fein strukturiertes Blutgefäßsystem werden die Bakterien mit Sauerstoff, Kohlendioxid und Schwefelwasserstoff versorgt. Um den giftigen Schwefelwasserstoff zu transportieren, besitzen die Hämoglobin-Moleküle des Blutes bei den Bartwürmern eine besondere Struktur und wandeln den Schwefelwasserstoff in ungiftige Wasserstoffsulfid-Ionen um. Sie binden außerdem zeitgleich Sauerstoff und Schwefelwasserstoff an zwei unterschiedlichen Bindungsstellen, um eine Oxidation zu verhindern. Diese besondere Form des Hämoglobins wird auch Riftia-Hämoglobin genannt. Die benötigten Stoffe werden an der Außenhaut des gesamten Körpers aufgenommen, vor allem jedoch durch die Tentakel, die aufgrund der starken Durchblutung rot gefärbt sind.
Ein besonders umfangreiches Trophosom besitzt Riftia pachyptila – bei diesem Wurm macht das Organ etwa 50 Prozent des Gesamtgewichtes aus, bis zu 30 Prozent sind reine Bakterienmasse. Bei den Perviata wird das Bakteriengewicht dagegen auf weniger als ein Prozent geschätzt. Die Bakterien bevölkern nur die zentral im Trophosom liegenden Zellen, die Bacteriocyten. Diese sind umgeben von bakterienfreien Zellen (Trophotheca), deren Hauptfunktion wahrscheinlich die Speicherung von Glykogen und Lipiden ist.
Die Arten der Gattung Osedax ernähren sich von Walkadavern, auf denen sie leben. Sie nehmen ihre Nahrung über den Fuß auf, da sie weder Magen noch Mundöffnung haben.

### Fortpflanzung und Entwicklung

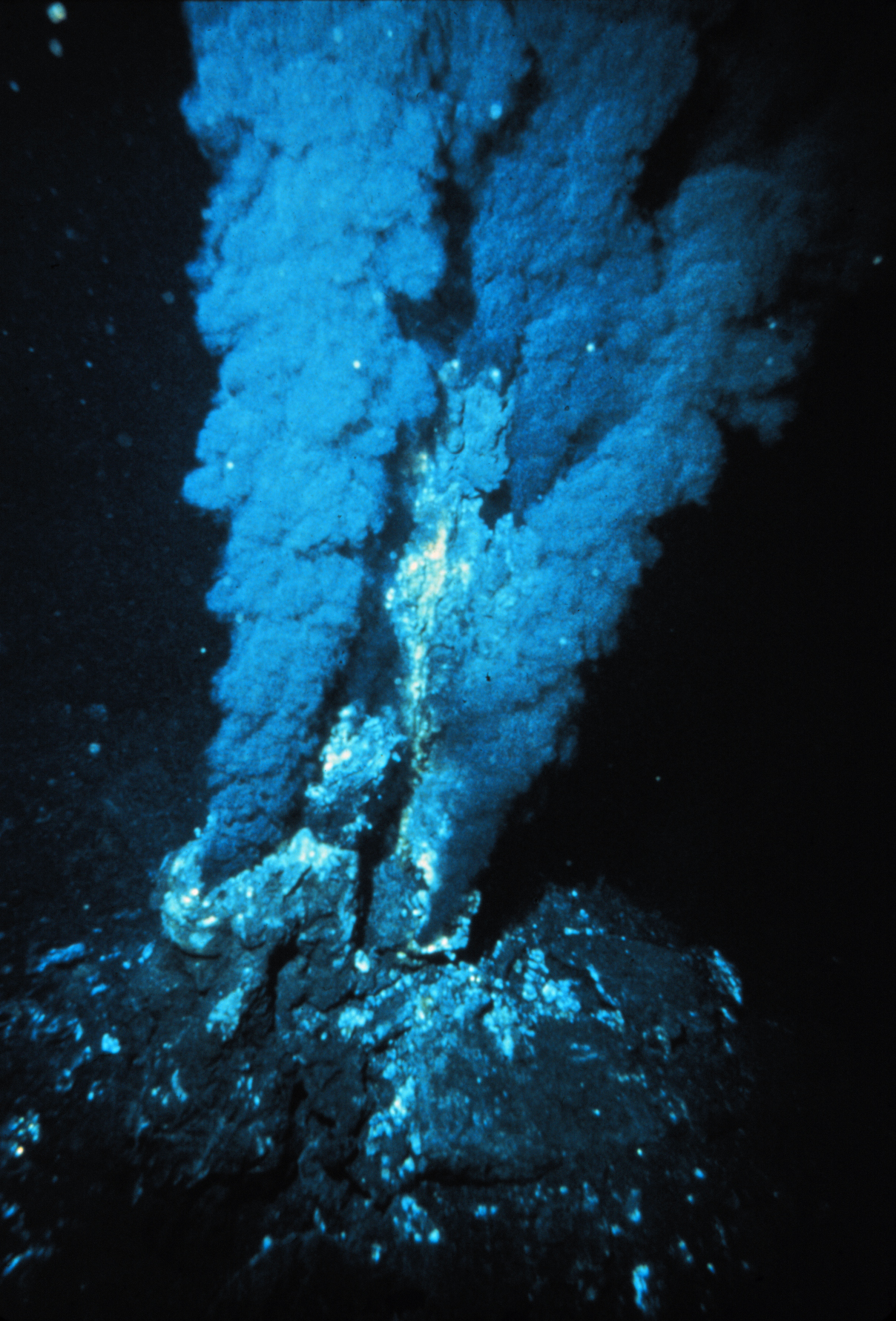
Black Smoker, Lebensraum der Riesenröhrenwürmer

Über die Befruchtung der Bartwürmer weiß man bislang noch sehr wenig, da sich die Tiere aufgrund ihres Lebensraumes der Beobachtung weitestgehend entziehen. Die Spermien liegen bei den Tieren als Spermienbündel oder Spermatophoren vor. Diese sollen entweder aktiv durch die Tentakel in die Röhren der Weibchen gebracht oder passiv verdriftet werden. In den Röhren findet die Befruchtung der Eier statt, die, nachdem sie befruchtet sind, bei Riftia pachyptila ausgestoßen werden und auf das Sediment sinken. Bei den Perviata entwickeln sich die Eier in der Röhre über eine Spiralfurchung in bewimperte Larven, die kurze Zeit freischwimmend sind und stark der Trochophora-Larve anderer Ringelwürmer ähneln. Ihre Stoffwechselenergie gewinnen sie jedoch ausschließlich aus Nährstoffen des Eis (Lecithotrophie).
Die frühesten Larvenformen, die bei den Obturata bekannt sind, sind bereits bodenlebend. Anders als die entsprechenden Formen der Perviata besitzen sie noch einen durchgehenden Darmkanal, der sich jedoch schnell in ein Trophosom umbildet. Es entwickelt sich erst ein bewimpertes Stadium mit einem oder zwei Tentakeln, später kommt es zu einer Differenzierung des Körpers in die verschiedenen Körperregionen. Während dieser Entwicklung wird bereits die Röhre abgeschieden.

## Forschungsgeschichte
Der erste Bartwurm wurde auf der niederländischen Siboga-Expedition bei Tiefseenetzfängen gefangen und 1914 durch den französischen Zoologen Maurice Caullery beschrieben. Dabei handelte es sich um Siboglinum weberi aus dem malaiischen Archipel. 1933 wurde die zweite Art, Lamellisabella zachsi, aus dem Ochotskischen Meer von K. E. Johansson beschrieben und als Klasse zu den Ringelwürmern gestellt. Erst 1955 wurden die Gemeinsamkeiten beider Arten erkannt und der gemeinsame Stamm gebildet. Schwierigkeiten bei der taxonomischen Zuordnung bereitete vor allem das Fehlen des Darmes und das Vorhandensein des Trophosom. Die gefundenen Exemplare waren außerdem meistens unvollständig, da das Opisthosoma bei der Lösung aus der Röhre verlorenging. Durch die Ausbildung des Coelom ordnete A. V. Ivanov die Pogonophoren in mehreren Publikationen der 1950er und 1960er Jahre in die Verwandtschaft der Neumundtiere (Deuterostomia) ein, also in die Nähe der Stachelhäuter und Chordatiere. Bei diesen Tiergruppen ist das Nervensystem dorsal ausgebildet (Rückenmark); entsprechend erhielten sie ihren Namen „Bartwürmer“ durch die Annahme, dass die Tentakel an der Vorderseite statt im Rückenbereich liegen.
Erst 1963 entdeckte Webb die segmentierte Opisthosoma und brachte die Tiere in eine Verwandtschaftsbeziehung mit den Ringelwürmern. Diese Hypothese wurde über viele weitere Merkmalsübereinstimmungen mit den Ringelwürmern bestätigt, unter anderem durch den speziellen Aufbau der Borsten und neuerdings auch durch molekularbiologische und embryologische Untersuchungen, die die aktuell favorisierte Einordnung innerhalb der Ringelwürmer festigen. Als alternative Hypothese ordnete M. L. Jones 1985 die beiden Taxa innerhalb der Bartwürmer als eigene Stämme auf der Stammlinie zu den Ringelwürmern an.

## Stammesgeschichte
Die Bartwürmer stellen ein Taxon dar, dessen systematische Einordnung, wie erwähnt, sehr umstritten war. Während sie klassisch häufig als eigener Stamm in die nähere Verwandtschaft der Ringelwürmer und Igelwürmer gestellt wurden, hat sich heute die Einordnung in die Ringelwürmer fest etabliert.
Aufgrund des sehr ähnlichen Aufbaus der Hakenborsten werden als Schwestergruppe der Bartwürmer vor allem die ebenfalls in Röhren lebenden Federwürmer (Sabellida) angenommen, in die sie heute meist als Familie eingruppiert werden; sie tragen dann den wissenschaftlichen Namen Siboglinidae. Diese Einordnung wird auch durch molekulargenetische Untersuchungen gestützt. Einige Forscher bevorzugen aber, den klassischen Namen Pogonophora weiter zu verwenden, ohne dass sie in der Regel über Rang und Abstammungsverhältnisse tatsächlich anderer Meinung wären. Die weitere Verwandtschaft bilden die weitgehend sessilen Spionida und Terebellida, mit denen beide Gruppen in einem Taxon Canalipalpata zusammengefasst werden, das seinerseits zu den Vielborstern ("Polychaeta") gehört.
Fossil sind die Bartwürmer nur sehr schlecht überliefert. Fossilien mit Weichteilerhaltung liegen überhaupt keine vor. Etwas zahlreicher gefunden wurden fossile Röhren, die im Aufbau denjenigen rezenter Bartwürmer ähneln. Aufgrund solcher Röhrenfossilien wurde die Gattung Hyolithellus aus der Epoche des unteren Kambrium, die in Fundstätten Nordeuropas, Grönlands und Nordamerikas nachgewiesen werden konnte, den Bartwürmern zugeordnet; dies wird aber von anderen Forschern bestritten. Auch andere fossile Gattungen (z. B. die silurische Yamankasia oder die devonische Tevidestus) stoßen auf ähnliche Probleme. Da nach den Methoden der molekularen Uhr ein geringeres Alter der Bartwürmer heute plausibler erscheint, ist die sichere Zuordnung paläozoischer Fossilien hier ein besonderes Problem.

## Systematik
Sowohl neuere morphologische wie auch molekulare Studien haben in der Regel bestätigt, dass die Bartwürmer ein Taxon bilden, das auf eine nur ihnen eigene Stammart zurückgeht (Monophylum). Innerhalb der Bartwürmer nehmen die meisten Wissenschaftler vier monophyletische Entwicklungslinien an
|  | Frenulata |
|  |           |

|                         | Osedax                                                                      |
|                         |                                                                             |
|                         | \| \| Sclerolinum (Monilifera) \| \| \| \| \| \| Vestimentifera \| \| \| \| |
| Vorlage:Klade/Wartung/3 |                                                                             |
|                         | Sclerolinum (Monilifera)                                                    |
|                         |                                                                             |
|                         | Vestimentifera                                                              |
|                         |                                                                             |

|  | Sclerolinum (Monilifera) |
|  |                          |
|  | Vestimentifera           |
|  |                          |

|  | Frenulata |
|  |           |

|                         | Osedax                                                                      |
|                         |                                                                             |
|                         | \| \| Sclerolinum (Monilifera) \| \| \| \| \| \| Vestimentifera \| \| \| \| |
| Vorlage:Klade/Wartung/3 |                                                                             |
|                         | Sclerolinum (Monilifera)                                                    |
|                         |                                                                             |
|                         | Vestimentifera                                                              |
|                         |                                                                             |

|  | Sclerolinum (Monilifera) |
|  |                          |
|  | Vestimentifera           |
|  |                          |

Ob die bei den Vestimentifera zusammengefassten, großen und überwiegend riftbewohnenden Arten (Riftia, Oasisia, Escarpia, Lamellibrachia) wirklich monophyletisch sind, ist nicht ganz eindeutig. Die Entdeckung einer Art, die ähnlich wie Vertreter der Gattung Osedax an Walkadaver in der Tiefsee gebunden ist, deutet einen möglichen Abstammungsweg der riftbewohnenden Arten von ursprünglichen Saprophagen an.

## Belege
1. ↑  K. Fauchald (2012), in: G. Read, K. Fauchald, K. (2012): World Polychaeta database, World Register of Marine Species, Siboglinidae Caullery, 1914
2. ↑   N. D. Higgs, C. Little & A. G. Glover (2010): Bones as biofuel: a review of whale bone composition with implications for deep-sea biology and palaeoanthropology. Royal Society Vol. 278 Iss. 1702, January 2011, doi:10.1098/rspb.2010.1267
3. ↑  Shigeaki Kojima, Tetsuo Hashimoto, Masami Hasegawa, Shigenori Murata, Suguru Ohta, Humitake Seki and Norihiro Okada: Close phylogenetic relationship between vestimentifera (tube worms) and annelida revealed by the amino acid sequence of elongation factor-lα. In: Journal of Molecular Evolution. 37. Jahrgang, Nr. 1, Juli 1993, S. 66–70, doi:10.1007/BF00170463, PMID 8360920.
4. ↑  G.W. Rouse: A cladistic analysis of Siboglinidae Caullery, 1914 (Polychaeta, Annelida): formerly the phyla Pogonophora and Vestimentifera. In: Zoological Journal of the Linnean Society. 132. Jahrgang, Nr. 1, 2001, S. 55–80, doi:10.1006/zjls.2000.0263.
5. ↑  eine Übersicht in: Ana Hilário, Marıa Capa, Thomas G. Dahlgren, Kenneth M. Halanych, Crispin T. S. Little, Daniel J. Thornhill, Caroline Verna, Adrian G. Glover: New perspectives on the ecology and evolution of siboglinid tubeworms. In: PloS one. Band 6, Nummer 2, 2011, S. e16309, doi:10.1371/journal.pone.0016309, PMID 21339826, PMC 3038861 (freier Volltext) (Review).
6. ↑  G. W. Rouse and K. Fauchald (1997): Cladistics and polychaetes. Zoologica Scripta 26(2): 139-204.
7. ↑  Eve C. Southward, Anja Schulze, Stephen L. Gardiner (2005): Pogonophora (Annelida): form and function. Hydrobiologia 535/536: 227-251.
8. ↑  Kenneth M. Halanych (2005): Molecular phylogeny of siboglinid annelids (a.k.a. pogonophorans): a review. Hydrobiologia 535/536: 297–307
9. ↑  Organisation der Lebenssysteme (Memento des Originals vom 24. September 2009 im Internet Archive)  Info: Der Archivlink wurde automatisch eingesetzt und noch nicht geprüft. Bitte prüfe Original- und Archivlink gemäß Anleitung und entferne dann diesen Hinweis.
10. ↑  Feldman, R.A., Shank, T.M., Black, M.B., Baco, A.R., Smith, C.R., Vrijenhoek, R.C. (1998). Vestimentiferan on a whale fall Biological Bulletin 194(2): 116-119. open access